# ماگدالنا زاوادسکا
ماگدالنا زاوادسکا (لهستانی: Magdalena Zawadzka؛ زادهٔ ۲۹ اکتبر ۱۹۴۴) بازیگر اهل لهستان است.
از فیلم‌ها یا مجموعه‌های تلویزیونی که وی در آن‌ها نقش داشته‌است، می‌توان به ماجراهای میخاو، خودِ زندگی، یک امر زنانه، مرشد و مارگاریتا، روزها و شب‌ها، ۳۹ و نیم و سرهنگ وُوُدیوفسکی اشاره نمود.